# Вингејт (Индијана)
Вингејт (енгл. Wingate) град је у америчкој савезној држави Индијана.

## Демографија
По попису из 2010. године број становника је 263, што је 36 (-12,0%) становника мање него 2000. године.
| Група             | 2000.       | 2010.        |
| Белци             | 297 (99,3%) | 263 (100,0%) |
| Афроамериканци    | 0 (0,0%)    | 0 (0,0%)     |
| Азијати           | 1 (0,3%)    | 0 (0,0%)     |
| Хиспаноамериканци | 1 (0,3%)    | 0 (0,0%)     |
| Укупно            | 299         | 263          |